# Cantone di Compiègne-Sud-Est
Il Cantone di Compiègne-Sud-Est era una divisione amministrativa dell'arrondissement di Compiègne.
È stato soppresso a seguito della riforma complessiva dei cantoni del 2014, che è entrata in vigore con le elezioni dipartimentali del 2015.
Comprendeva parte della città di Compiègne e i comuni di:
- Lacroix-Saint-Ouen
- Saint-Jean-aux-Bois
- Saint-Sauveur
- Vieux-Moulin